# Ludwika
Ludwika – żeński odpowiednik imienia Ludwik, pochodzenia germańskiego. Średniowieczne źródła potwierdzają wystąpienie w języku polskim w 1476.
Innym żeńskim odpowiednikiem imienia Ludwik jest Luiza. Zdrobnienia: Ludka, Ludwinia, Ludwisia, Lusia, Luśka.
Imię bywa nadawane rzadko. W styczniu 2024 w rejestrze PESEL było 6735 kobiet o imieniu Ludwika nadanym jako imię pierwsze oraz 8251 kobiet noszących imię Ludwika jako imię drugie. Dla porównania, najczęściej nadane imię żeńskie – Anna – nosi 1072616 osób.
Ludwika imieniny obchodzi: 31 stycznia, 15 marca i 9 lipca, 20 lipca, 24 lipca, 25 sierpnia.

## Imię Ludwika w innych językach[11][8]
- łacina – Ludovica
- angielski – Louisa, Louise, Loyce
- czeski – Ludvika, Lujza
- francuski – Louise
- hiszpański – Ludovica, Luisa
- niemieckl – Ludwiga, Ludovica, Ludowika, Luisa, Luise
- rosyjski – Ludwiga, Luiza
- włoski – Lodovica, Ludovica, Luigia, Gina, Luisa.

## Osoby o imieniu Ludwika
święte
- Ludwika Sabaudzka (1462-1503) – córka bł. Amadeusza IX, księżna Sabaudii, wdowa, zakonnica (wspomnienie 31 stycznia; do 1969, 20 lipca)
- Ludwika de Marillac (1591-1660) – święta katolicka, założycielka zakonu szarytek (wspomnienie 15 marca)

Inne
- Ludwika Sabaudzka (1476-1531) – córka Filipa II, księżna Andegawenii
- Ludwika Maria Gonzaga (1611–1667) – żona dwóch królów Polski,
- Ludwika Elżbieta Burbon (1727–1759) – księżniczka francuska, księżna Parmy,
- Ludwika Grabińska (ok. 1834- ok. 1891) – polska aktorka
- Ludwika Kłyszyńska (1809-1862) – aktorka i dyrektorka teatrów prowincjonalnych
- Ludwika Śniadecka (1802-1866) – działaczka, żona Michała Czajkowskiego,
- Ludwika Rivoli (1814-1878) – polska aktorka i śpiewaczka
- Ludwika Maria Orleańska (1812–1850) – księżniczka francuska, królowa Belgów,
- Ludwika Meklemburska Nikloting (1776–1810) – księżniczka meklemburska, królowa pruska
- Ludwika Windsor (ur. 2003) – księżniczka angielska